# Batemannia leferenzii
Batemannia leferenzii  (лат.) — вид однодольных растений рода Батеманния (Batemannia) семейства Орхидные (Orchidaceae). Растение впервые описано в 1993 году немецким ботаником Карлхайнцем Сенгасом.

## Распространение, описание
Эндемик Боливии. Произрастает во влажных тропических лесах департамента Ла-Пас, на высоте 1000—1500 метров.
Эпифитное растение.